# Coop Himmelb(l)au

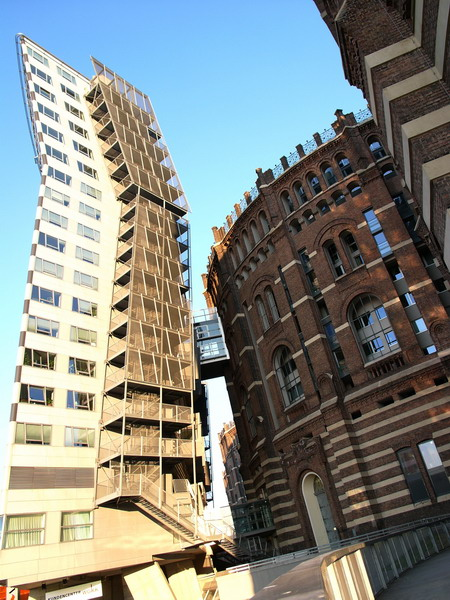
Wien, gasometer

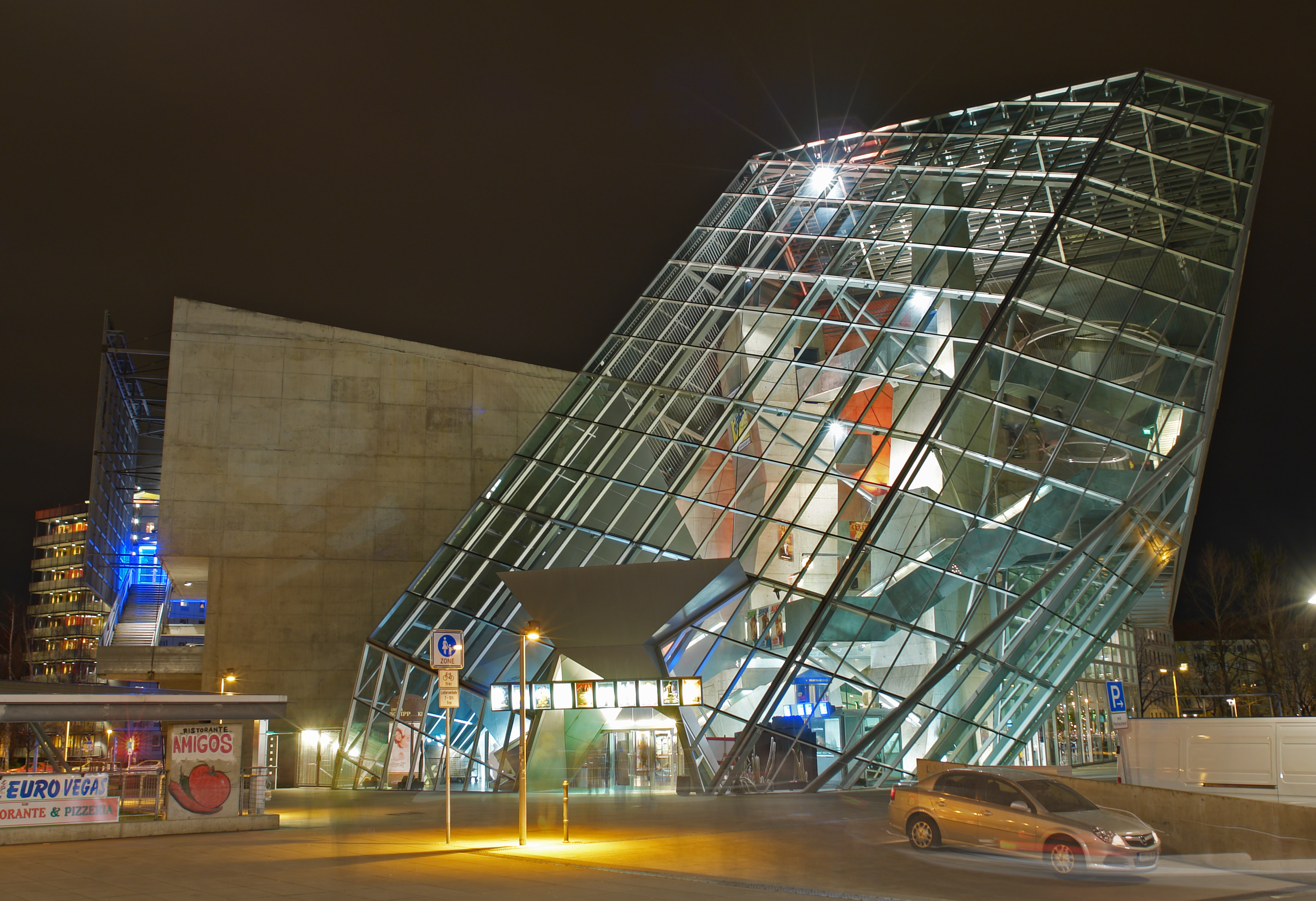
Dresden, UFA-palatset

Coop Himmelb(l)au är en  österrikisk arkitektbyrå med huvudsäte i Wien och filialer i Los Angeles, USA och Guadalajara, Mexiko. Arkitektbyråns namn är en ordlek med färgbeteckningen himmelblau (himmelsblå) och den ockasionella ordbildningen Himmelbau (himmelsbygge) medan Coop är förkortning för ett kooperativ.
Arkitektbyrån grundades av Wolf Prix, Helmut Swiczinsky och Michael Holzer och uppmärksammades internationellt på utställningen Deconstructivist Architecture på Museum of Modern Art i New York år 1988. 

## Byggnader i urval
- Akademie der Bildenden Künste München, 1992 och 2002-05
- Groninger Museum, Groningen, Nederländerna, 1993–94
- Universum Film AG (UFA)-biograf i Dresden, 1993–98
- Mediapaviljongen vid den sjätte internationella arkitekturutställningen, Biennale di Venezia, 1995
- Gasometer i Wien, 1999-2001
- Arteplage i Biel, Schweiz
- Los Angeles Area High School #9, Kalifornien, 2002–08
- BMW Welt, München, 2003–07
- Akron Art Museum i Akron, Ohio, 2007)
- Europeiska centralbanken i Frankfurt am Main (2010–2014)[2]
- Hotel - 55th Street & 8th Avenue, New York City (förslag)

## Fotogalleri

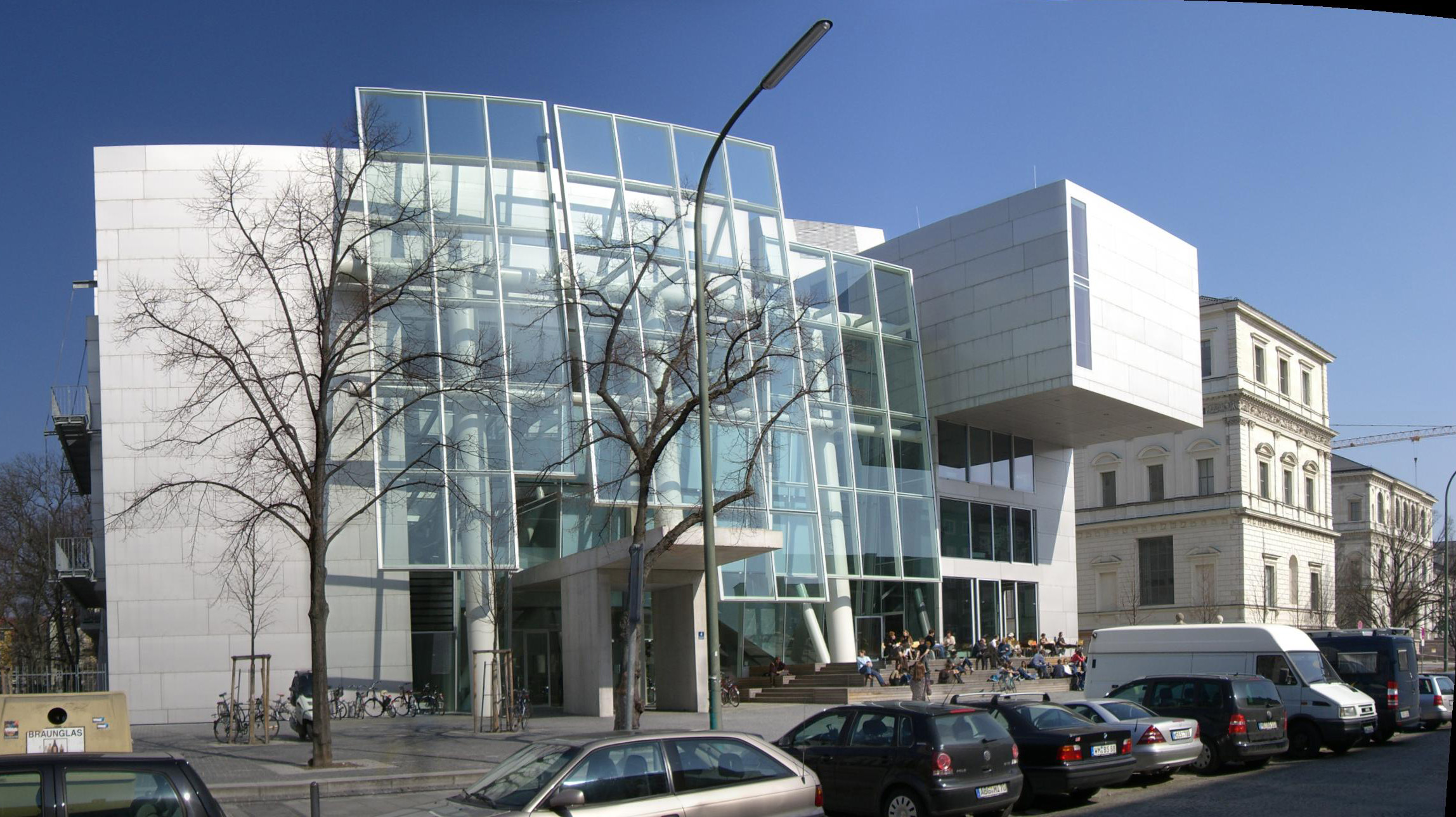
Akademie der Bildenden Künste München, München
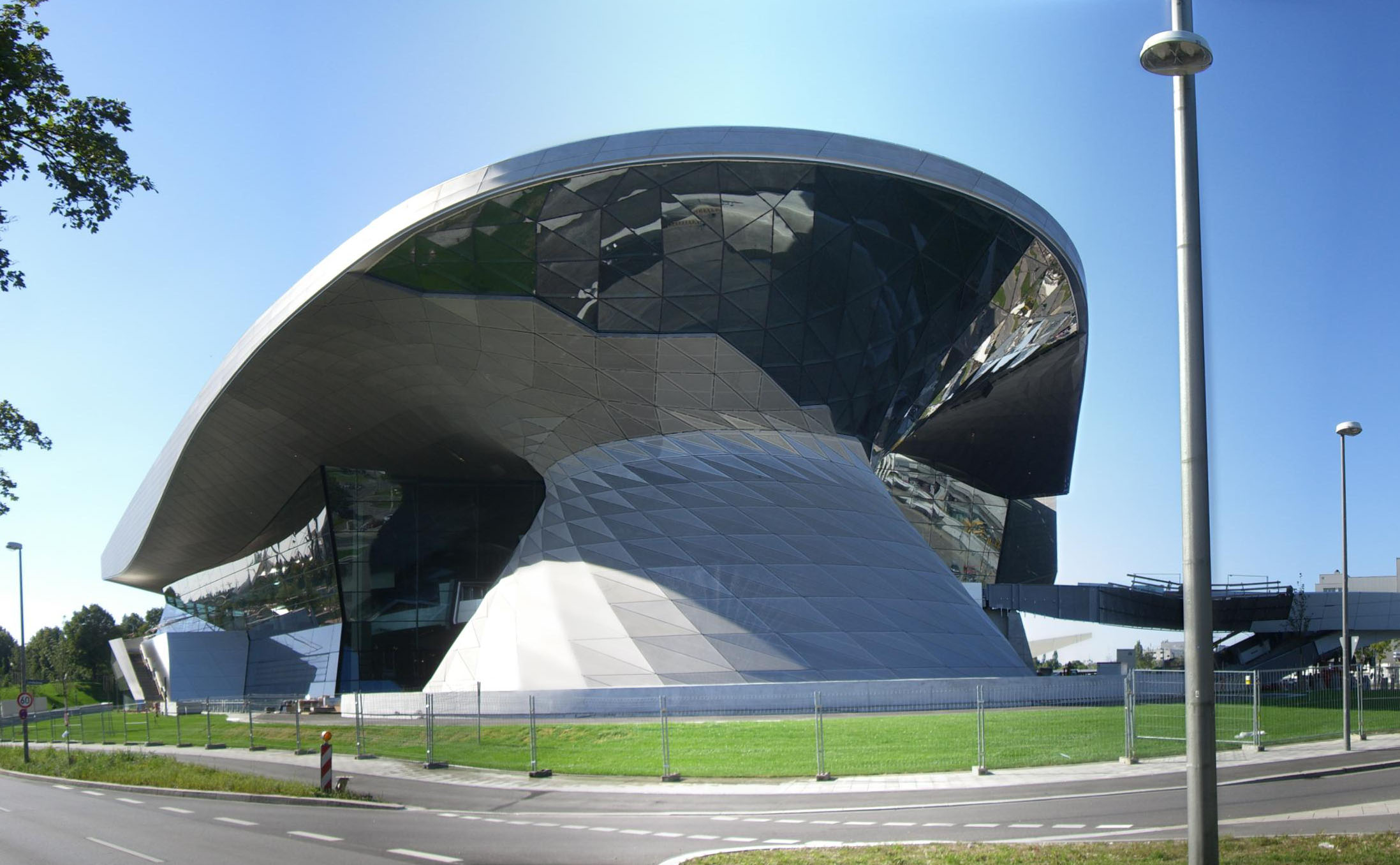
BMW Welt, München
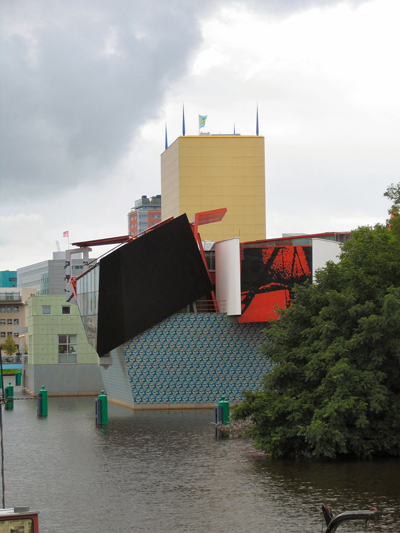
Groninger Museum, Groningen
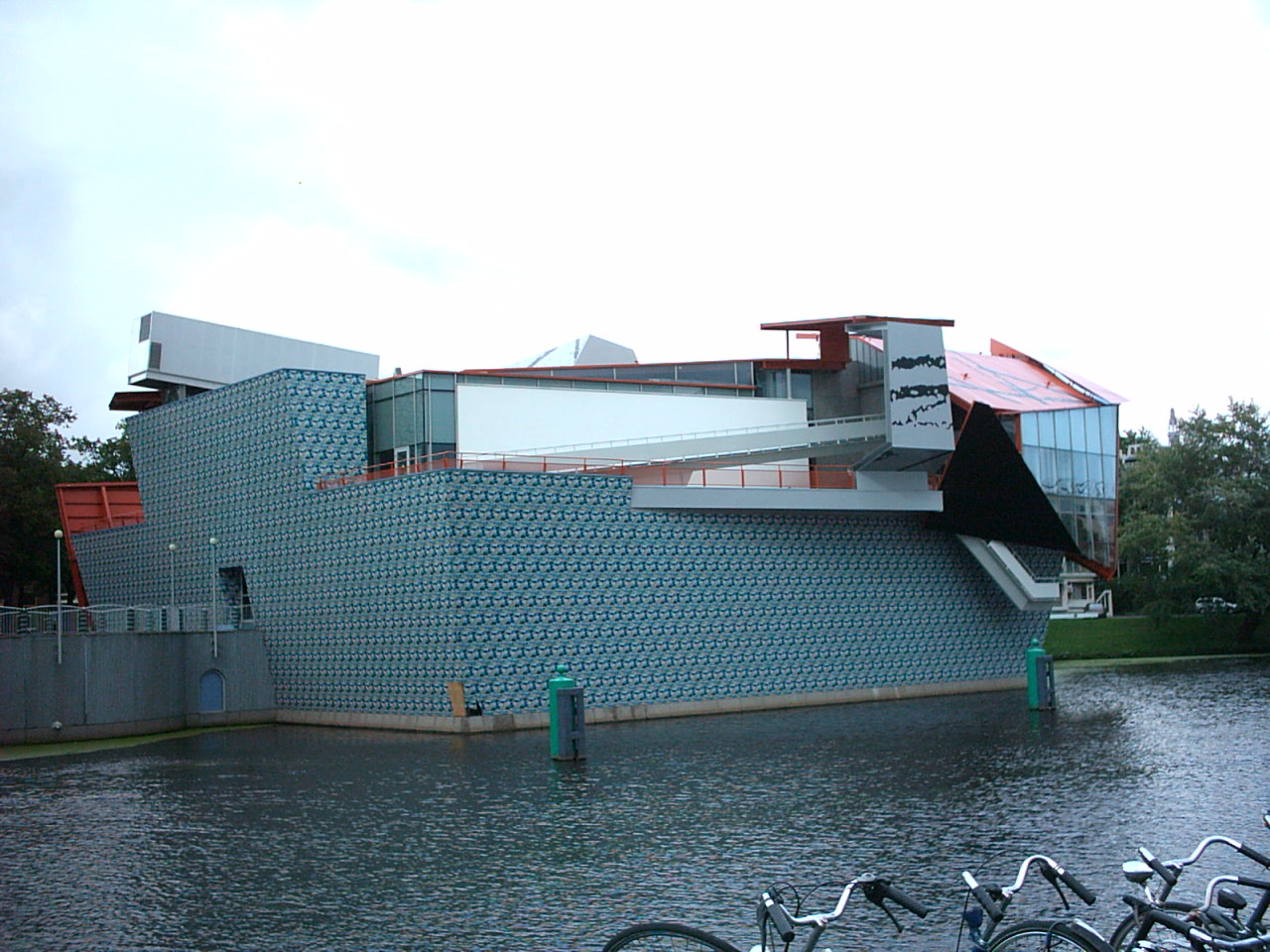
Groninger Museum
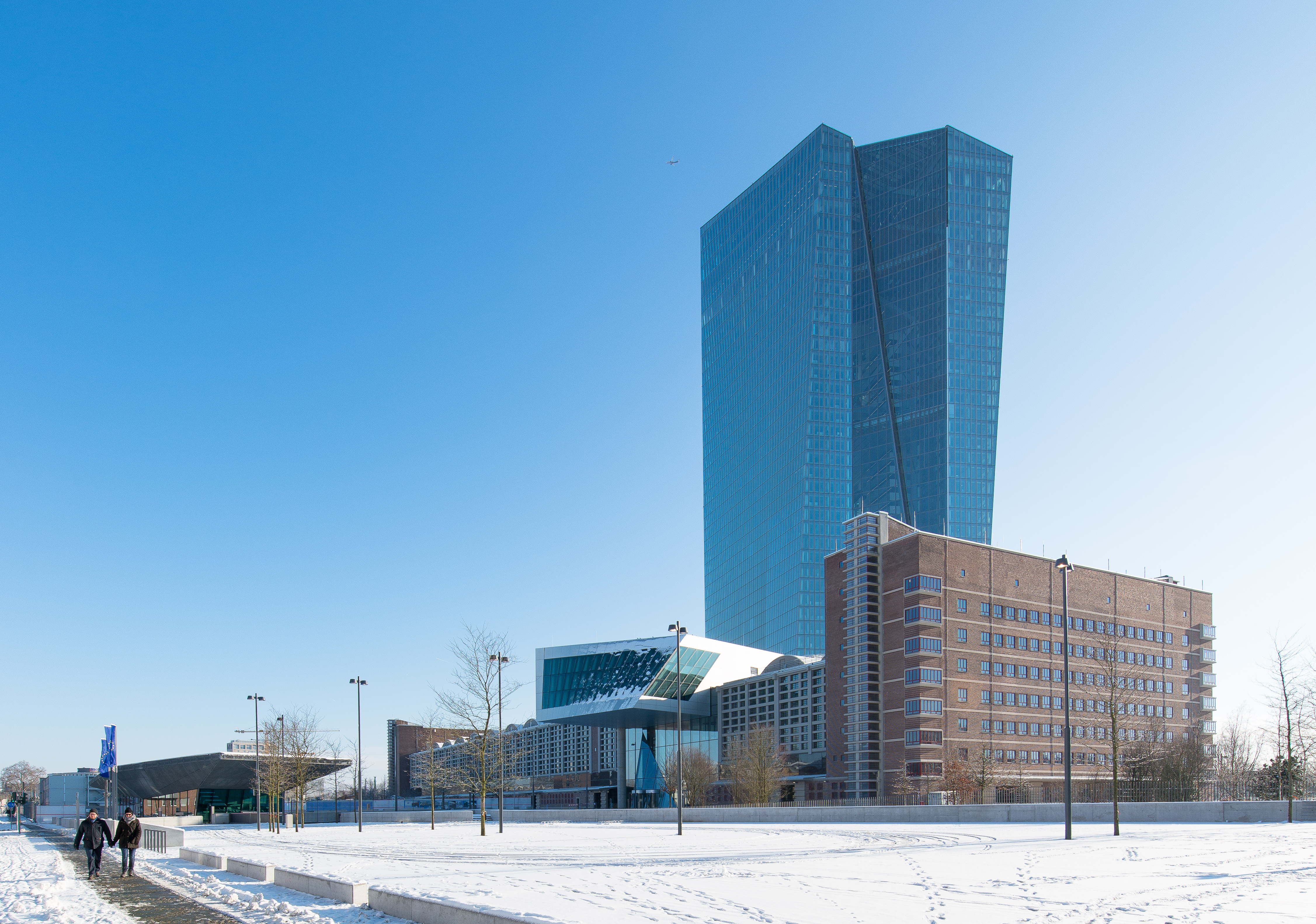
Europeiska centralbanken i Frankfurt am Main
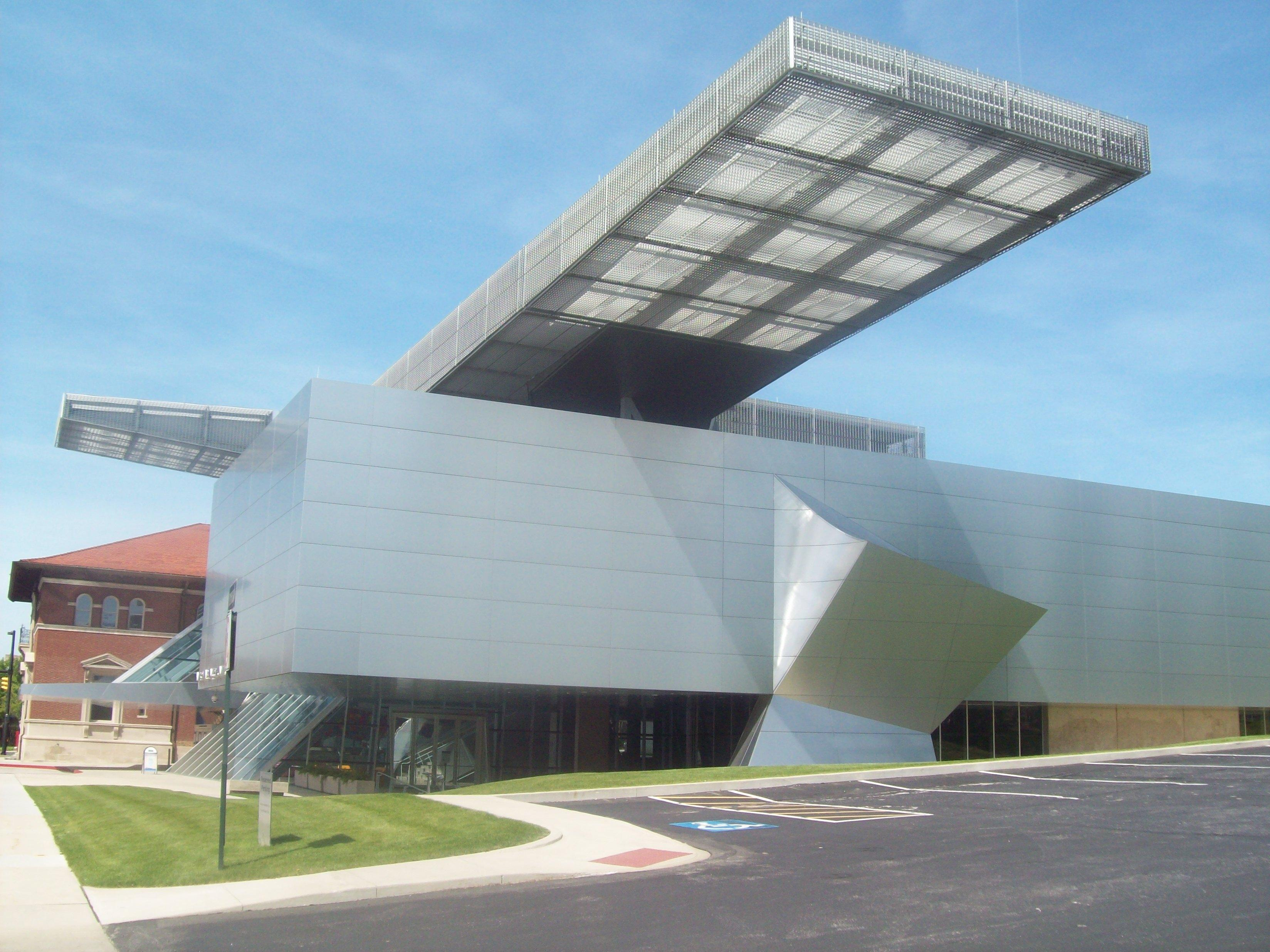
Akron Art Museum, USA
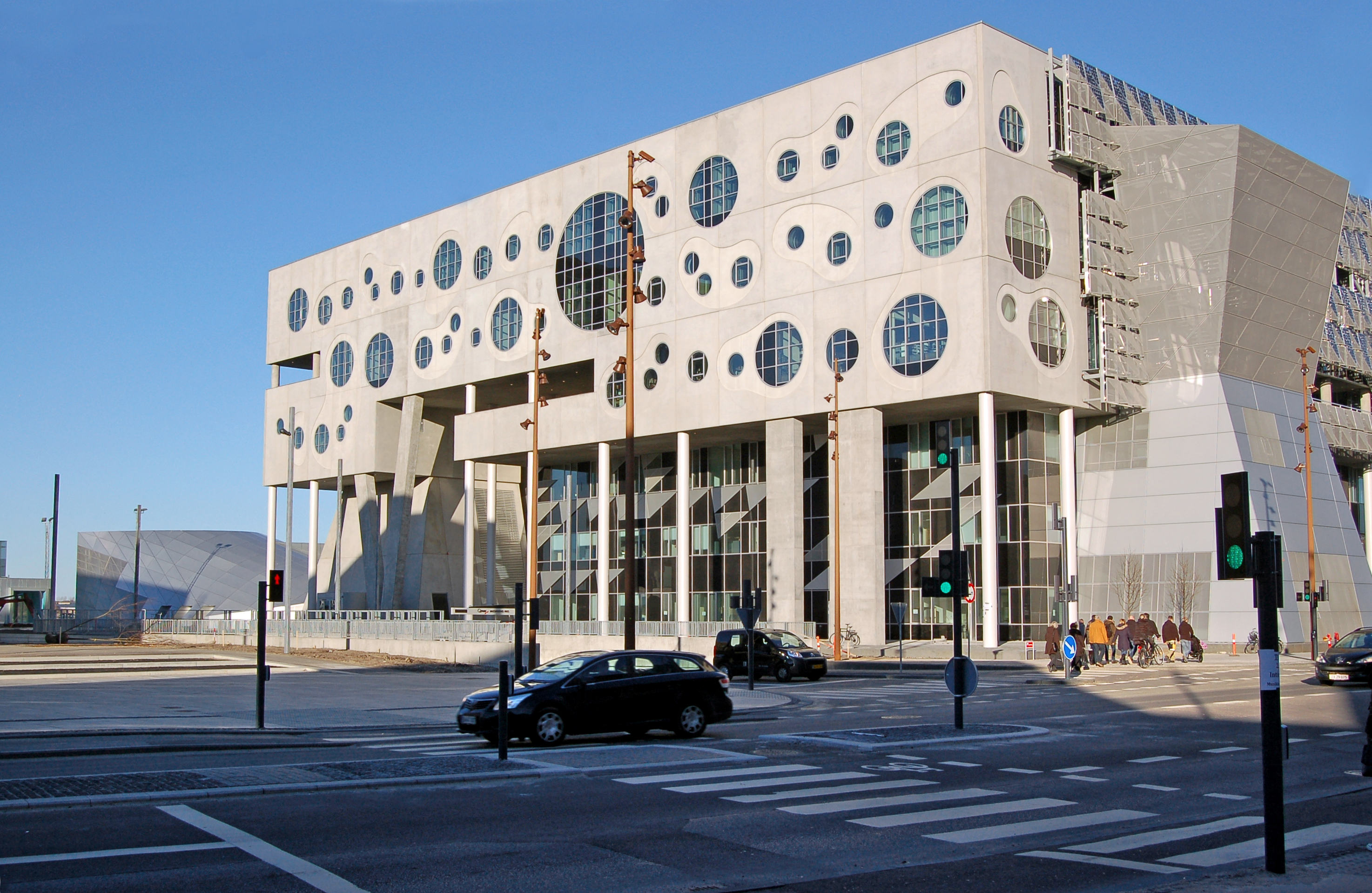
Musikkens hus, Aalborg
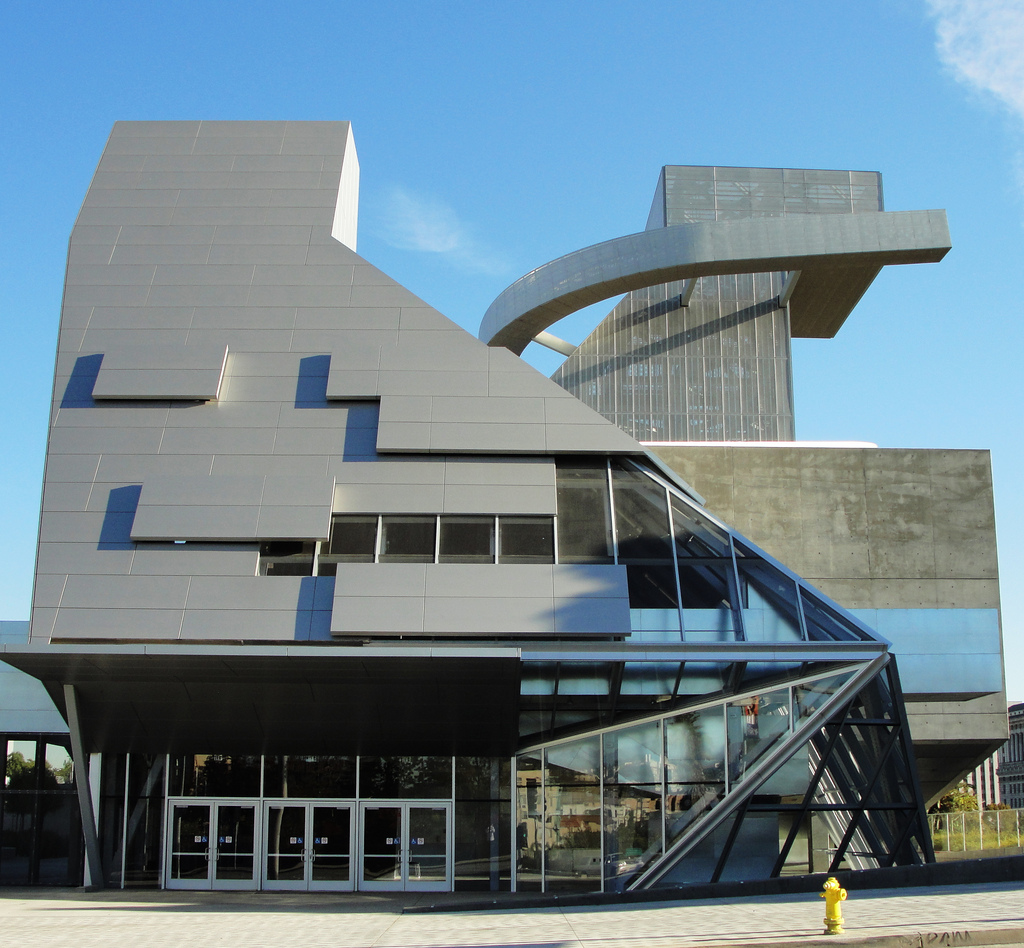
Ramon C. Cortines School Of Visual And Performing Arts, Los Angeles